# Gintowszczyzna
Gintowszczyzna (biał. Гінтаўшчына; ros. Гинтовщина) – wieś na Białorusi, w obwodzie mińskim, w rejonie wołożyńskim, w sielsowiecie Wołożyn.
W dwudziestoleciu międzywojennym leżała w Polsce, w województwie nowogródzkim, w powiecie wołożyńskim. Na określenie wsi używano również nazwy Melżykowszczyzna.